# 白鳥ユリカ
白鳥 ユリカ（しらとり ユリカ、1993年7月12日 - ）は、日本で活動していたアイドル、女優。東京都出身。活動当時はスターフィールドに所属していた。
女性アイドルグループ『ゆとり組』の元メンバーで、担当カラーは赤。愛称はユリユリ。
かなりのコーヒー好きらしく、コーヒーソムリエの資格を有し「コーヒーアイドル」を自称していた。ちなみに資格は全部で7つ有している。

## 出演

### テレビドラマ
- TAKE FIVE〜俺たちは愛を盗めるか〜（2013年、TBS） - 婦人警官 役
- 花咲舞が黙ってない（日本テレビ） - 銀行員 役

### テレビ番組
- 制作番組[誰によって?] マチガイネン[要検証 – ノート] - MC
- 行列のできる法律相談所（日本テレビ） - 再現VTR SKE48 役
- 聞いてた話と違います！（2017年、フジテレビ） - アイドル 役

### ネット配信番組
- ゆとっていいとも！（2015年、北参道放送局） - MC
- アニマルBAR（2016年、YouTube かどや製油公式チャンネル）

### 映画
- KARINTO7（2014年、自主制作映画、監督：伊藤幸久） - 加藤一華 役[1]

### 舞台
- 音楽劇 ドナーズ[要検証 – ノート] - 主演・大橋チヒロ 役
- 生命のコンサート音楽劇 赤毛のアン（東京国際フォーラム） - プリシー 役
- ダイヤモンドダスト・ドリーム - 成城ひとみ 役
- ひまわりの唄 - 松井美夏 役
- なつきとオバケくぬぎ - 川村咲子 役
- となりの○トロ - はら 役
- 蒼天の光 - 日和 役
- Alive, She Cried. - タカコ 役
- ダンスレボリューション〜ソノトキのワタシ〜2015 - いろは 役
- PRIDE - 麻美 役
- その錆びた冷たい鉄 - 一攫花火 役

### 広告
- 安田屋 - イメージガール
- K社[要追加記述] インナーPV - 女性社員 役
- ユニクロ 企業PV - 新卒 役
- ウェルパーク原宿竹下通り店 大型ビジョン時報コンテンツ
- 美容室 h.SHIP - イメージキャラクター

### ウェブサイト
- 美人スナップ
- 某社[要追加記述]ノートパソコン webコンテンツ